# Babilońska mapa świata
Babilońska mapa świata – schematyczny obraz świata znanego Babilończykom (wraz z komentarzem) znajdujący się na pochodzącej z Mezopotamii glinianej tabliczce, przechowywanej obecnie w zbiorach British Museum (BM 92687).

## Tabliczka
Częściowo uszkodzona gliniana tabliczka o wymiarach 12,2 × 8,2 cm została odkryta w roku 1882 przez asyryjskiego archeologa Hormuzda Rassama podczas wykopalisk na stanowisku Abu Habbah, utożsamianym ze starożytnym miastem Sippar, około 60 km na północ od Babilonu. Umieszczone na niej dwa teksty i objaśnienia na mapie zapisane są pismem klinowym w języku akadyjskim, którym posługiwano się zarówno w Babilonii, jak i w Asyrii. Mapa zajmuje większą część strony przedniej. Nad nią znajduje się pierwszy z tekstów. Drugi tekst pokrywa całą tylną stronę tabliczki. Widniejąca na niej mapa i towarzyszące jej teksty opublikowane zostały po raz pierwszy w 1889 roku przez F.E. Peisera.

## Datowanie i miejsce powstania
Sama tabliczka datowana jest w przybliżeniu na VI wiek p.n.e. (ok. 600-500 rok p.n.e.), czyli na okres nowobabiloński lub perski. Jak jednak informuje zakończenie tekstu, była ona tylko kopią starszej, niezachowanej tabliczki, która według uczonych mogła pochodzić z ok. VIII-VII wieku p.n.e., gdyż na ten okres datuje się powstanie "babilońskiej mapy świata". 
Na podstawie samej treści "babilońskiej mapy świata" jej opracowanie datuje się na VIII-VII wiek p.n.e. Nie mogła ona powstać przed IX wiekiem p.n.e., gdyż jej twórca podaje nazwę aramejskiego plemienia Bit-Jakini, które zaczyna pojawiać się w tekstach od tego właśnie wieku. Dodatkowo nie nazywa on „morza” tradycyjnym akadyjskim słowem tâmtu, jak w tekstach wcześniejszych, lecz zapożyczonym z języka aramejskiego słowem marratu, którego użycie poświadczone jest po raz pierwszy w inskrypcjach asyryjskiego króla Salmanasara III (858-824 p.n.e.). Z drugiej strony mapa nie mogła powstać później niż w VII wieku p.n.e., gdyż zaznaczone na niej zostały państwa Asyria i Urartu, których upadek nastąpił w końcu VII wieku p.n.e.
Mapa oryginalnie została opracowana najprawdopodobniej w Babilonii, gdyż centralne miejsce zajmuje na niej rzeka Eufrat i położone nad nią miasto Babilon. Nie była to raczej Asyria, którą zaznaczono w formie niewielkiego owalu na skraju mapy.

## Treść tabliczki

### Mapa
Mapa zajmuje środkową i dolną część przedniej strony tabliczki. Ma ona formę dwóch koncentrycznych okręgów z ośmioma (pięć zachowanych) trójkątami wychodzącymi z okręgu zewnętrznego. W kręgu wewnętrznym znajduje się „kontynent” z zaznaczonymi miastami, krainami, górami, bagnami i kanałami. „Kontynent” z północy na południe przecina duża rzeka (dwie równoległe linie) identyfikowana z Eufratem Cały „kontynent” otacza dokoła „morze” (akad. marratu), zajmujące na mapie przestrzeń pomiędzy wewnętrznym a zewnętrznym okręgiem. Poza okręgiem zewnętrznym, oznaczone w formie wychodzących z niego trójkątów, znajdują się „wyspy” (akad. nagû), będące najprawdopodobniej legendarnymi, odległymi krainami.
| „Legenda” do mapy | „Legenda” do mapy | „Legenda” do mapy |
| --- | --- | ----------------- |
| | Tłumaczenie objaśnień znajdujących się na mapie (słowa w nawiasach zapisane kursywą są w języku akadyjskim, a te zapisane zwykłą czcionką w języku sumeryjskim) |                   |
| 1 – 'góra' (ša-du-u2) 2 – 'miasto' (uru) 3 – Urartu (u2-ra-aš2-tum) 4 – Asyria (kuraš+šurki) 5 – Der (der2ki) 6 – ? tekst uszkodzony 7 – 'bagna' (ap-pa-ru) 8 – Suza (šušanki) 9 – 'kanał' (bit-qu) 10 – Bit-Jakini (bῑt-ia-᾿-ki-nu) 11 – 'miasto' (uru) 12 – Habban (ha-ab-ban) 13 – Babilon (tin.tirki) | 14–17 – 'morze' (mar-ra-tum) 18 – 'Wielki Mur w odległości sześciu „mil” – tam, gdzie słońce nie jest widoczne' (bad3.gu.la 6 bēru ina bi-rit ašar dšamaš la innammaru) 19 – 'Wyspa w odległości sześciu „mil” (na-gu-u2 6 bēru ina bi-rit) 20 – 'Wyspa ...' (na-gu-u2 ...) 21 – 'Wyspa ...' (na-gu-u2 ...) 22 – 'Wyspa w odległości 8? „mil”' (na-gu-u2 8? bēru ina bi-rit) 23–25 – brak opisu |                   |

### Tekst na przedniej stronie tabliczki
Na przedniej stronie tabliczki, w jej górnej części ponad mapą, znajduje się tekst w języku akadyjskim. Jest on mocno uszkodzony (szczególnie jego początek), ale zachowane fragmenty zdają się wskazywać, iż wymieniał on mityczne stworzenia (np. ptaka Anzu, węża-smoka czy człowieka-skorpiona), egzotyczne zwierzęta (np. gazele, małpy czy kameleony) i legendarne postacie (np. Utnapisztima czy Sargona), które – jak się wydaje – zamieszkiwać miały pokazane na mapie odległe i nieznane „wyspy”. Zdaniem niektórych uczonych tekst ten, w przeciwieństwie do tekstu na tylnej stronie tabliczki, nie towarzyszył pierwotnie mapie, lecz dodany został później, gdyż brak jest w nim bezpośredniego odniesienia do „wysp”, a „morze” nazywane jest tâmtu, a nie marratu. Sam autor tabliczki też zaznacza w kolofonie na końcu tekstu drugiego, iż znajdujące się na niej teksty i mapę „razem zebrał”.
| Transliteracja tekstu klinowego | Tłumaczenie treści |
| --- | --- |
| (1') [ ... ] x x x x [ ... ] (2') [ ... ] x ālānumeš ab-t[u-tu ... ] (3') [ ... tam-tum rapaš]tum ša2 i-bar-ru-u2 dmarduk ti-tu2-ri qe2-r[eb-ša] (4') [ ... b]i u ilānumeš ab-tu-t[u] ša2 ina lib3-bi tam-tim u2-še-[ši-bu] (5') [ ... x]-x-šu iz-za-zu ba-aš-mu mušhuššu rabû ina libbi an-zu-u2 girt[ablullû] (6') [ x x a]r-mu ṣa-bi-tum ap-sa-su-u2 [n]im-ru ki-sa-r[i-ku] (7') [ x x n]ēšu barbaru lulīmu u3 bu-u2-[ṣu] (8') [pa-gu]-u2 pa-gi-tum turāhu lu-ur-mu šu-ra-nu hur-ba-bi-li (9') [ x x x ] u2-ma-mu ša2 ina muhhi tam-tim gal-l[a-t]im dmarduk ib-nu-šu-n[u-ti] (10') [ x x m]ut-napištim šarru-kin u nūr-d[d]a-gan šar3 bur-ša-an-ha-a[n-da] (11') [ x x k]a-ap-pi iṣṣuriš-ma man-ma qe2-reb-ši-na ul i-[ ... ] | (1') [ ... ] ... [ ... ] (2') [ ... zrujno]wane miasta [ ... ] (3') [ ... morze rozleg]łe, które Marduk widzi. Most we[wnątrz ... ] (4') [ ... ] i pokona[ni] bogowie, których on osied[lił] pośrodku morza (5') [ ... ] są obecni; żmija, wielki wąż-smok w (jego) wnętrzu. Ptak Anzu i człowi[ek-skorpion] (6') [ .. gór]ski kozioł, gazela, zebu, [pa]ntera, człowiek-b[yk] (7') [ .. l]ew, wilk, jeleń i hie[na] (8') [mał]pa, małpa – samica, kozioł skalny, struś, kot, kameleon, (9') [ ... ] stworzenia, które Marduk powołał do życia na powierzchni wzburzo[ne]go morza, (10') [ .. U]tnapisztim, Sargon i Nur-[D]agan, król Puruszha[ndy], (11') [ .. sk]rzydła jak ptak, którego nikt nie potrafi [ ... ] |

### Tekst na tylnej stronie tabliczki
Tekst ten zajmuje całą tylną stronę tabliczki. Jest bardzo uszkodzony i miejscami trudny do zrozumienia. Jego treść wydaje się być opisem „wysp” ukazanych na mapie. Określenie „wysp” akadyjskim słowem nagû i wzmianki o odległości do nich mierzonej w „milach” (bēru) wyraźnie nawiązują do objaśnień na mapie, wskazując, że tekst ten powstać musiał razem z nią i miał jej towarzyszyć. Wymienienie w tekście 8 „wysp” wskazuje, że na mapie pierwotnie znajdować się ich musiało również osiem.
| Transliteracja tekstu klinowego | Tłumaczenie treści |
| --- | --- |
| (1') [ ... ] x [ ... ] (2') [ ... ] x [ ... ] (3') [ ... ] ra-bi-tu2 [ ... ] (4') [mah-ru? na-gu-u2? ina e-re-b]i-šu2 tal-l[a-ku 7 bēru ... ] | (1') [ ... ] x [ ... ] (2') [ ... ] x [ ... ] (3') [ ... ] wielkie [ ... ] (4') [Pierwsza? „wyspa”?, do której aby dotrz]eć, trzeba podróżo[wać 7 „mil” ...] |
| (5') [a-na šanû na-gu-u2] a-šar tal-la-ku 7 bē[ru ...] | (5') [Do drugiej „wyspy”], miejsca do którego trzeba podróżować 7 „m[il” ... ] |
| (6') [ ... ] x x x šap-[liš ... ] | (6') [ ... ] x x x w do[le ... ] |
| (7') [a-na šalšu] na-gu(DU!)-u2 a-šar tal-la-ku 7 bēr[u ... ] (8') [iṣ-ṣu]-ru mut-tap-ri-ši la u2-šal-l[a-am uruh-šu] | (7') [Do trzeciej] „wyspy”, miejsca do którego trzeba podróżować 7 „mi[l” ... ] (8') Uskrzydlony [pt]ak nie może bezpiecznie ukoń[czyć swej podróży] |
| (9') [a-na re]-bi-i na-gu-u2 a-šar tal-la-ku 7 bē[ru ... ] (10') [ x x x ]-du ik-bi-ru ma-la par-sik-tum 20 ubân[u ... ] | (9') [Do czwar] tej „wyspy”, miejsca do którego trzeba podróżować 7 „m [il” ... ] (10') [ ... ] są grube jak (naczynie?} parsiktu, 20 „palcó[w”... ] |
| (11') [a-na hamš]u na-gu-u2 a-šar tal-la-ku 7 bēru [ ... ] (12') [ x x ] mi-lu-šu2 1 UŠta.am3 ṣu-up-pan x [ ... ] (13') [ x x x ] x zi-nu-šu2 a-na aš-lata.am3 [ ... ] (14') [ x x ]-x-mi da-mi-ša ul im-mar [ ... ] (15') [ x x x ] ni-il-lu aš-ri-tal-la-[ku ... ] (16') [ x x x x ta]-al-la-ku 7 b[ēru ... ] (17') [ x x x x x x ] a-ṣi-i ša2? ina? [ ... ] (18') [ x x x x ] -šu2 i-bi-ri [ ... ] | (11') [Do pią]tej „wyspy”, miejsca do którego trzeba podróżować 7 „mil” [ ... ] (12') [ ... jest] jej wysokość; 840 „łokci” jest jej ... ] (13') [ ... ]. jej deszcz?; co najmniej 1 „linę” liczy [ jej ... ] (14') [ ... ]. jej krwi on nie widzi [ ... ] (15') [ ... gdzie ws]pinamy się?, gdzie ty podróżuje[sz ... ] (16') [ ... bę]dziesz podrożować 7 „m[il” ... ] (17') [ ... ]. odejście których? jest w [ ... ] (18') [ ... ] jej [ ... ] on przekroczył [ ... ] |
| (19') [a-na šeššu] na-gu-u2 a-šar tal-la-ku [7 bēru ... ] (20') [ x x x x x ina?] muhhi a-na-ku KIM-m[u ... ] | (19') [Do szóstej] „wyspy”, miejsca do którego trzeba podróżować [7 „mil” ... ] (20') [ ... ]. szczycie. Ja .[ ... ] |
| (21') [a-na sebi] na-gu-u2 a-šar tal-la-ku [7 bēru ... ] (22') ša2 alpu qar-nu šak-nu [ ... ] (23') i-la-as-su-mu-ma i-kaš-ša2-du-u2 [ ... ] | (21') [Do siódm]ej „wyspy”, miejsca do którego trzeba podróżować [7 „mil” ... ] (22') gdzie bydło ma rogi [ ... ] (23') poruszają się szybko i docierają [ ... ] |
| (24') a-na [šam]-ani na-gu-u2 a-šar tal-la-ku 7 bēr[u ... ] (25') [ x x x x ] a-šar ti-še-'-ru ina ha-an-du-ri-šu2 x-[ x x ] | (24') Do [ós]mej „wyspy”, miejsca do którego trzeba podróżować 7 „mi[l” ... ] (25') [ ... mie]jsce gdzie ... w jej bramie? [ ... ] |
| (26') [ x x x x x -t]i ša2 kib-ra-a-ti er-bet-ti ša2 kal x [ ... ] (27') [ x x x x x ] x : qe2-reb-ši-na man-ma la i-[du-u2] | (26') [ ... ] z czterech stron całego [ ... ] (27') [ ... ] których nikt nie jest w stanie po[jąć] |
| (28') [ x x x x x ] x ki-ma la-bi-ri-i-šu ša-ṭi-ir-ma ba-r[i] (29') [ x x x x x ] mār-šu2 miṣ-ṣu-ru [mā]r mdea-bēl-ilī | (28') [ ... ] skopiowane ze starej (tabliczki) i razem zebra[ne] (29') [ ... ] syn Iṣṣuru, [poto]mek Ea-bel-ili |